# Carol Schuler
Pour les articles homonymes, voir Schuler.
Carol Schuler, née le 23 janvier 1987 à Winterthur (Suisse), est une actrice et chanteuse suisse.

## Biographie
Carol Schuler fait sa première apparition en tant qu'actrice à l'âge de cinq ans à Winterthur. Elle travaille comme actrice de cinéma et de télévision depuis l'âge de douze ans. Elle tient son premier rôle principal dans le téléfilm Lieber Brad (2001) réalisé par Lutz Konermann pour lequel elle reçoit le prix du cinéma suisse de la meilleure actrice. Suivent d'autres rôles au cinéma, notamment dans Alles bleibt anders de Güzin Kar et Liebe und andere Unfälle, réalisé par Tom Gerber. Elle est également vue dans l'épisode Schmutziger Donnerstag de Tatort réalisé par Dani Levy.
En 2006, elle s'installe à Berlin et complète sa formation d'actrice à l'Institut européen du théâtre à Berlin. Elle est ensuite engagée au Schauspielhaus de Zurich, où elle joue notamment dans Geri de Martin Suter et Stephan Eicher (mise en scène Stefan Bachmann, 2010) et dansSchweizer Schönheit de Dani Levy (2015).
Carol Schuler apparaît également régulièrement en tant que chanteuse, par exemple avec son groupe de soul boogaloo El Cartel ou avec son groupe swing des années 20 Chloé et les Enfants Terribles.
Schuler vit à Berlin.

## Filmographie partielle

### Cinéma
- 2006 : Alles bleibt anders (de)
- 2011 : Nachtlärm
- 2014 : Frauenherzen (de)
- 2017 : Zweibettzimmer (de)
- 2017 : Maria Mafiosi (de)
- 2020 : Kids Run (de)

### Télévision

#### Téléfilms
- 2013 : Lotta und die frohe Zukunft (de)
- 2015 : Lotta und das ewige Warum (de)
- 2017 : Lotta und der Ernst des Lebens (de)
- 2018 : Seitentriebe (de)
- 2018 : Aufbruch in die Freiheit (de) : Anett

#### Séries télévisées
- 2011 : Tatort (épisode Schmutziger Donnerstag)
- 2014 : Berlin section criminelle (Der Kriminalist, épisode Rex Solus)
- 2015 : Blochin (de) (mini-série - épisode Die Lebenden und die Toten)
- 2015 : Homeland (épisode Better Call Saul)
- 2016 : Der Tatortreiniger (de) (épisode Schluss mit lustig)
- 2019 : Skylines
- 2020 : Tatort (épisode Züri brännt)
- 2021 : Tatort (épisode Schoggiläbe)

## Distinctions
- 2002 : Prix du cinéma suisse / Meilleure actrice pour Lieber Brad
- 2012 : Nomination pour le Prix du cinéma suisse de la Meilleure actrice dans un second rôle
- 2020 : Prix Adolf Grimme pour Skylines
- 2020 : Deutscher Schauspielpreis de la meilleure actrice dans un second rôle pour Skylines